# Cerkev sv. Volbenka, Na Logu
Cerkev sv. Volbenka se nahaja na terasastem pomolu (488 mnm) v naselju Na Logu v Poljanski dolini. Je podružnična cerkev Župnije Poljane nad Škofjo Loko. Cerkev z dvema zvonikoma je dobro vidna iz doline, izpred nje pa se ponuja lep pogled na tok Poljanske Sore, okoliško hribovje in na Tavčarjevo posest na Visokem pri Poljanah. Poznorenesančna cerkev je bila postavljena v drugi polovici 17. stoletja, krasijo pa jo slike Janeza Šubica in Alojza Šubica. Zaradi dobrih akustičnih pogojev so v njej pogosto prirejani koncerti resne glasbe.